# Teoklit (Dulias)
Teoklit, imię świeckie Andreas Chrisowalandis Dulias (ur. 1971 w Argos) – duchowny Greckiego Kościoła Prawosławnego, od 2019 biskup pomocniczy metropolii Mandinii i Kynurii ze stolicą tytularną Tegeas.

## Życiorys
26 sierpnia 1993 został przyjęty do stanu mniszego. 20 września 1993 został wyświęcony na hierodiakona. Święcenia kapłańskie przyjął 13 listopada 1994. Chirotonię biskupią otrzymał 24 marca 2019.